# Cypridinodes bairdii
Cypridinodes bairdii is een mosselkreeftjessoort uit de familie van de Cypridinidae. De wetenschappelijke naam van de soort is voor het eerst geldig gepubliceerd in 1866 door Brady.